# Varan (potwór)
Varan (jap. バラン Baran) – fikcyjny olbrzymi potwór (kaijū), występujący w japońskich filmach fantastycznonaukowych wytwórni Tōhō, w tym serii filmów o Godzilli. 

## Charakterystyka
W filmie Daikaijū Baran Varan jest przedstawicielem gatunku prehistorycznego gada z okresu mezozoicznego. Imię jest skrótem od nazwy jego gatunku – Varanopod (jap. バ ラ ノ ポ ー ダ Baranopōda).
To gigantyczna jaszczurka o smukłej sylwetce z cienkimi błonami między kończynami, których używa do szybowania w sposób podobny do polatuchy. Drugą cechą charakterystyczną jest pojedynczy rząd dużych półprzezroczystych kolców biegnący od czubka głowy do końca ogona. Skóra koloru brązowego. Wierzch ciała chropowaty, a spód gładki. Głowa osadzona na długiej szyi, oczy małe, pysk jest stosunkowo krótki i krępy, z drobnym uzębieniem. Nogi stosunkowo długie i cienkie. Jego ogon jest długi, mięsisty i stanowi połowę długości ciała. Zwykle porusza się na czterech nogach, czasami staje na tylnych nogach.
Jest to stworzenie wodno-lądowe. Głównie przebywa w głębokich wodach, jednak sprawnie porusza się po lądzie, gdzie prawdopodobnie szuka pokarmu. Dzięki błonom potrafi szybować w locie na długie dystanse.

## Historia

### Daikaijū Baran
Varan był czczony jako Górski Bóg Baradagi przez mieszkańców wioski Iwaya, znajdującej się w regionie Tōhoku. Varan pierwszy raz zaatakował, tratując dwóch entomologów zainteresowanych, dlaczego motyle występujące wyłącznie na Syberii pojawiły się w tej okolicy.
Później do wioski przybywa naukowiec Kenji Uozaki i reporterzy, Yuriko Shinjō (siostra jednego z zabitych entomologów) i Motohiko Horiguchi. Lokalny kapłan ostrzegł ich, że ich obecność obrazi Baradagiego i ściągnie wielkie nieszczęście, ale Kenji nie słuchał rad uznając to za zabobony. Podczas rozmowy rozlega się przeraźliwy ryk, grupa się rozdziela, by szukać lokalnego chłopca. Wkrótce ten został odnaleziony, ale radość nie trwała długo, bowiem z wody wynurzył się Varan. Po zniszczeniu osady, Varan wrócił do wody.
Potwór został rozpoznany jako varanopod wymarły 185 milionów lat temu. Niedługo po tym Japońskie Siły Samoobrony przybyły nad rzekę Kitakami i wypuściły do niej toksyny, by zmusić potwora do wyjścia. Po wyjściu na ląd Varan okazał się odporny na broń wojskową. Po niszczycielskim pochodzie dostrzegł ukrywających się w jaskini Kenjiego i Yuriko i zamierzał ich pożreć. W porę wojsko odwróciło jego uwagę świetlnymi bombami, co ujawniło, że ma patagia między kończynami, dzięki czemu poszybował w powietrzu.
Niedługo po tym Varan kierował się Zatoką Tokijską w stronę Tokio, wciąż mając przewagę nad wojskiem. Podczas posiedzenia wojskowego dr Fujimura prezentuje film z wynalezionego przez niego prochu 20 razy silniejszego od dynamitu jako broni przeciw Varanowi, jednocześnie wątpi w powodzenie planu zaznaczając, że ma szansę się udać, jeśli proch znajdzie się w środku potwora. Mimo to Japońskie Siły Samoobrony postanowiły przeciwdziałać atakowi potwora.
Varan został zwabiony na lotnisko Haneda i tam potraktowany pociskami. Przeciwko niemu została zdetonowana ciężarówka z prochem Fujimury, która ogłuszyła jedynie na moment. Ostatecznie za radą profesora Sugimoto bomby wypełnione materiałem wybuchowym Fujimury zostały rzucone na żer Varanowi. To spowodowało wybuch zmuszający Varana do powrotu do wody, gdzie zginął w wyniku drugiego wybuchu.

### Varan the Unbelievable
W 1962 roku Daikaijū Baran został przerobiony przez amerykańską wytwórnię filmową Crown International Pictures i wydany jako Varan the Unbelievable, gdzie zmieniono całkowicie fabułę. Varan jest określany jako Obaki i był bożkiem dla mieszkańców leżącej nad słonym jeziorem wioski Koshutu znajdującej się na fikcyjnej wyspie Kunishiroshima. Tam pracował amerykański naukowiec wojskowy kmdr James Bradley odpowiadający za  operacja Shizuka – rządowy eksperyment odsalania jezior. Spotkało się to z wrogością tubylców, którzy uważali, że jeśli skutki eksperymentu okażą się szkodliwe, Obaki się zbudzi i zniszczy świat. Bradley i jego podwładny, kpt. Kishi nie traktują tego uważając to za nieszkodliwe przesądy.
Po odbyciu się operacji Shizuka i analizie próbek wody okazało się, że coś blokuje naturalny proces osiadania w jeziorze, zakłócając tym samym eksperyment. Przyczyną okazał się Obaki, który nocą dokonał okolicznych zniszczeń i zabił pełniącego wartę szeregowego Sekiego. Ujawnił się następnego dnia niszcząc okolice i będąc odpornym na wojskową broń. Podczas pochodu Obaki dotarł do kanionu, gdzie chciał zabić ukrywających się w jaskini Bradleya, jego japońskiej żony Anny i Kishiego. W porę wojsko odwróciło jego uwagę świetlnymi bombami.
Niedługo po tym Obaki kierował się droga morską się w stronę fikcyjnego miasta Oneda, wciąż mając przewagę nad wojskiem. Bradley przekazał swe badania do opracowania planu unicestwienia potwora wykorzystując te same materiały chemiczne, które go zbudziło. Po ewakuacji Onedy wojsko ponowiło atak na Obakiego. Przyjaciel Bradleya, naukowiec Paul Isoh kierował ciężarówką wypełnioną materiałami prosto pod Obakiego, która została zdalnie zdetonowana. Po ucieczce do wody, wojsko zrzuciło bomby głębinowe i Obaki zniknął. Potwór został uznany za martwego, jednak Bradley i tubylcy wciąż podejrzewali, że nadal żyje i czeka na następny atak.

### Zniszczyć wszystkie potwory
Varan powrócił w filmie Zniszczyć wszystkie potwory, gdzie żył w specjalnie stworzonym na archipelagu Ogasawara środowisku dla potworów – Wyspie Potworów. W filmie tym był już mniejszy (najpierw miał 50 metrów, a potem 10 metrów), więc jest prawdopodobne, że to inny młodszy potwór. Ich spokój na wyspie zakłócili Kilaakowie, rasa kosmitów, która planowała podbić Ziemię. W tym celu przejęli oni kontrolę nad ziemskimi potworami i wysłali je, by niszczyły ludzkie miasta. Po zniszczeniu przez załogę Moonlight SY-3 urządzenia kontrolnego Kilaaków był widziany przed rozpoczęciem się finałowej bitwy u stóp góry Fudżi, pomiędzy ziemskimi potworami, a przysłanym przez Kilaaków potworem z kosmosu – Królem Ghidorą, jednak nie brał w niej czynnego udziału. Gdy inwazja Kilaaków została zdławiona, Varan wraz z innymi potworami wrócił na archipelag Ogasawara, gdzie żył w spokoju.